# James Irwin

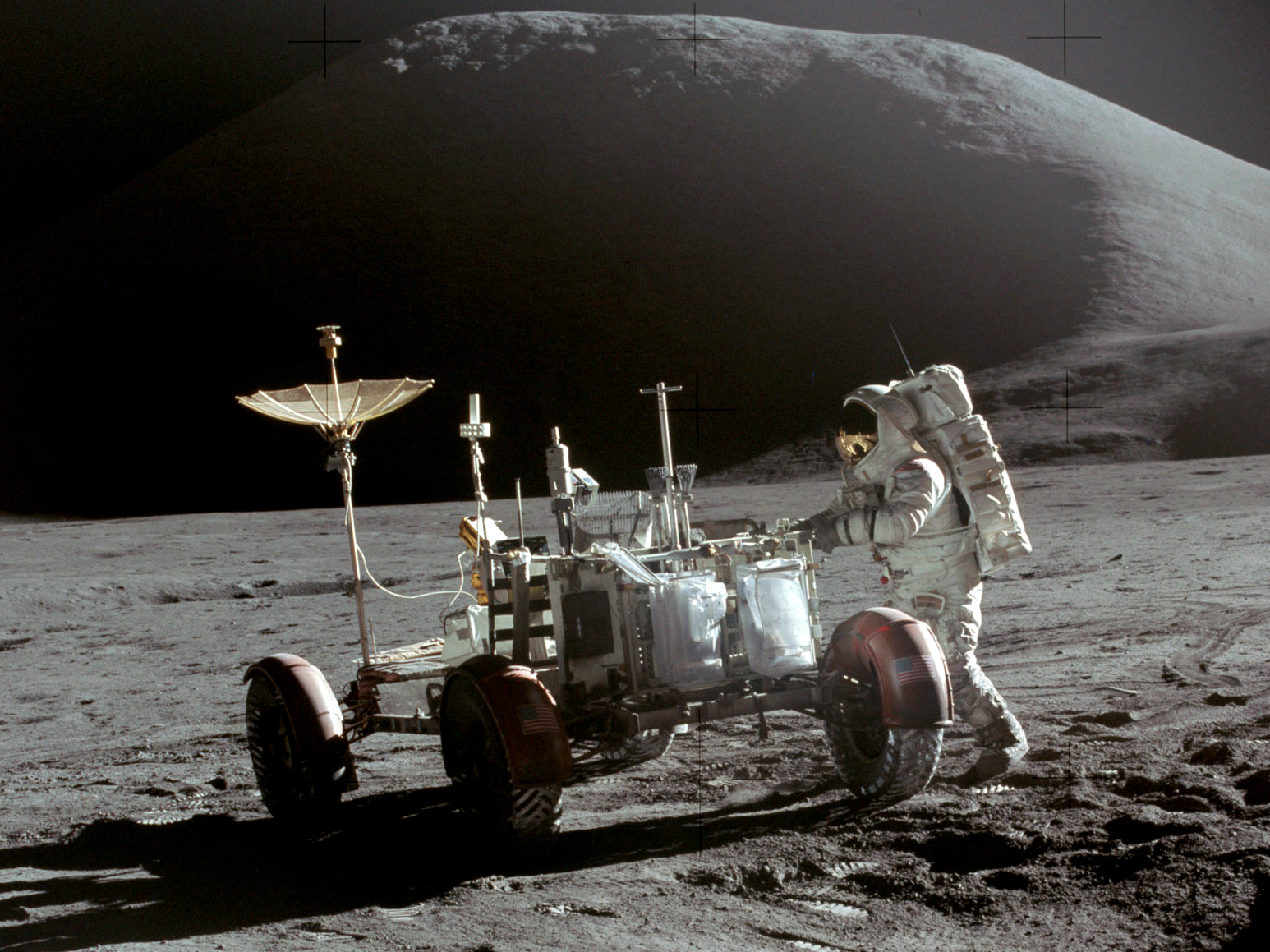
Jim Irwin, LRV, Apollo-15-Mission

James Benson Irwin (n. 17 martie 1930, Pittsburgh, Pennsylvania, SUA – d. 8 august 1991, Glenwood Springs⁠(d), Colorado, SUA) a fost un astronaut american, membru al echipajului spațial Apollo 15, al 8-lea om care a pășit pe suprafața Lunii.